# Estrategias de captación de audiencias
En la televisión generalista es difícil decir cuando una parrilla está en el máximo o en el mínimo rendimiento porque todo es inestable, lo que puede provocar una reacción conservadora o bien, una reacción de riesgo.
Salir exitoso de la batalla por conseguir la audiencia es muy complicado, pero mantener esta victoria, también. Así pues, los programadores viven una inseguridad permanente que constantemente se está realimentando. La audiencia se gana siempre a costa del otro, es  una competición por un público inestable. Incluso a veces, el programador no tiene el control sobre toda la parrilla, muchas veces controlada en parte por la publicidad. Esto afecta a la difícil tarea de conseguir la máxima audiencia y mantenerla. 
A pesar de estas dificultades, existen una serie de pautas para programar que pueden ayudar al programador a conseguir el tan deseado triunfo. En la confrontación directa se opta por captar los mismos target que la competencia; en cambio, en la coexistencia complementaria, lo que se busca es un tipo de oferta diferente cuando un programa televisivo ya ha establecido una audiencia y no se puede competir contra él. Por último, también está la opción de buscar alternativas, como un público minoritario pero fiel.
Una vez se hayan tenido en cuenta las pautas para programar, es el difícil y arriesgado momento de la construcción de la parrilla. A pesar de las pautas para programar, que pueden ayudar mucho en la elaboración de la parrilla, es una tarea complicada. Por tanto, habrá que tener en cuenta otros aspectos como la colocación de cimientos, el trasvase de público, la tirada diaria, la punta de lanza, la hamaca, el mástil, los golpes de efecto o el dúplex.
- Colocación de cimientos: Una manera de conseguir la fidelidad de la audiencia es establecer un horario fijo que sin necesidad de la cartelera el espectador ya sabe que es ineludible. La modificación de la programación sería un gran riesgo, ya que el público estaría habituado a un determinado programa.

- Trasvase de público: Este juego de estrategias con doble objetivo pretende voces adeptas y, al mismo tiempo, no perder lo que ya está. Se buscan mecanismos para asegurar la continuidad y evitar, en la medida de lo posible, el zapeo (huir de la publicidad) y el flipping (huir de un programa que no nos interesa). Eso no implica la desaparición de los bloques de publicidad, lo que han hecho es aplicar mecanismos que sirvan para enlazar dos propuestas y no perder la audiencia del programa anterior. Si se tiene en cuenta la edad del público, una oferta bien encajada para poder enlazar una programa más otro, es una estrategia que puede resultar muy exitosa. Generalmente, este tipo de estrategias se apoya en la publicidad del segundo programa dentro del primero. A veces, incluso, son los propios protagonistas del primer programa quienes invitan al telespectador a continuar frente al televisor y ver el siguiente programa.

- Tirada diaria: Las programaciones tienen un esquema vertical, pero es muy importante la consideración horizontal. Consultar la programación no es muy habitual en el telespectador, por eso se tiene que conseguir que éste se familiarice con los contenidos de la cadena. Las ventajas de este tipo de estrategias son: 
  1. Un concepto fácil de memorizar.
  2. Hacer fieles los hábitos de consumo del espectador, incluso que adapten sus usos y costumbres de la programación.
  3. Estabilidad importante desde el punto de vista de la publicidad.

Esta estrategia no sirve para el primetime, ya que se trata de un horario estelar y el receptor quiere romper la rutina, tener una fórmula diferente cada día. Por eso, una fórmula cambiante es más fácil que funcione en esta franja horaria. En cambio, la dinámica cambia. Los sábados y domingos hay una especie de continuidad de programas deportivos, aunque sin tanta fuerza como durante la semana.
- Punta de lanza: Consiste en la ubicación de los programas dentro de la parrilla para conseguir la mejor rentabilidad posible. Los programas de mayor rendimiento muchas veces se colocan en la apertura de cada franja. Después esta audiencia se intenta mantener mediante una serie de transacciones.

- Hamaca: Arropar un nuevo programa para conseguir que cuaje es la idea de la hamaca. Antes de este nuevo programa se emitirá uno que el programador sepa que va a tener éxito para que el receptor que ve el primer programa se enganche al segundo. El efecto enganche no sólo se consigue en el programa de antes, sino también en el de después. El telespectador se queda después de su programa a ver el nuevo. De la misma manera ocurre con el programa que sigue al nuevo; el telespectador se adelanta y ve el final de la nueva apuesta de la cadena. Otras veces, el nuevo programa supone un empalme para el telespectador entre el programa de antes y el de después.

- Mástil: Esta estrategia es contraria a la anterior, ya que se colocaría el nuevo programa entre otros que no tuvieran tanta audiencia. El éxito del nuevo programa podría avivar las audiencias de los programas de antes y después.

- Golpe de efecto: Llega un momento en la programación que se establece una rutina, esto es bueno porque se consigue  la fidelidad de la audiencia. A veces se utilizan los golpes de efecto para evitar el cansancio de esta rutina, como por ejemplo, galas especiales.

- Dúplex: Cuando un programa funciona, para mantener la audiencia lo que se hace es alargar el programa, así los telespectadores se quedan más tiempo frente al televisor. Sin embargo, en las series de ficción esto no se puede hacer, por lo que muchas veces se opta por enlazar dos capítulos, uno nuevo y otro viejo.

- Datos: Q5849582